# Actias callandra
Actias callandra är en fjärilsart som beskrevs av Jordan 1911. Actias callandra ingår i släktet månspinnare, och familjen påfågelspinnare. Inga underarter finns listade i Catalogue of Life.